# La Fille aux fleurs
Pour le téléfilm, voir La Jeune Fille aux fleurs.
Pour la photographie, voir La Fille à la fleur.
La Fille aux fleurs est un film nord-coréen réalisé en 1972, adapté de l'un des Cinq grands opéras révolutionnaires (en coréen 5대 혁명가극), sur le thème de la révolution coréenne. Selon des sources officielles de la Corée du Nord, le film a été écrit par le premier président du pays, Kim Il-sung,.
Cette histoire est populaire en Corée du Nord,,. Il a également été adapté en roman,. Le film met en vedette Hong Yong-hee.

## Synopsis
L'histoire se déroule dans les années 1930. Elle est basée sur le mouvement de guérilla antijaponais durant l'occupation japonaise de la Corée,,.
Le film raconte l'histoire d'une jeune fille du nom de Kotpun. Sa mère est malade, son père mort, sa sœur aveugle et son frère en prison. Kotpun vit avec sa mère et sa sœur, et elles ont le minimum de nourriture pour vivre. C'est pourquoi Kotpun doit vendre des fleurs pour payer les médicaments de sa mère, mais elle est obligée de travailler gratuitement pour un couple japonais cruel. Sa mère doit donc travailler pour gagner de l'argent. Elle s'affaiblie progressivement et finit par mourir.
Kotpun n'ayant plus rien pour survivre, elle va chercher son frère en prison mais on lui dira que son frère est mort. Quand elle retourne chez elle, sa sœur n'est plus là. On lui dit qu'elle a été enlevée par un allié du couple japonais cruel.
Kotpun va se battre contre le couple mais elle tombe par terre. Ensuite vient un groupe de personnes, dont le frère de Kotpun, qui n'est pas mort en prison, et sa sœur. Ils sauveront Kotpun, chasseront le couple japonais et décideront de construire une nouvelle société sans capitaliste.